# Zatrephus crassinus
Zatrephus crassinus är en skalbaggsart som beskrevs av Holzschuh 1992. Zatrephus crassinus ingår i släktet Zatrephus och familjen långhorningar. Inga underarter finns listade i Catalogue of Life.